# Metropoli di Aix-Marsiglia-Provenza
La metropoli di Aix-Marsiglia-Provenza (in francese métropole d'Aix-Marseille-Provence) è una metropoli francese, una struttura intercomunale, incentrata sulle città di Marsiglia e Aix-en-Provence. Si trova nei dipartimenti Bocche del Rodano, Var e Vaucluse, nella regione Provenza-Alpi-Costa Azzurra, nel sud-est della Francia. È stata istituita il 1° gennaio 2016, sostituendo la precedente Communauté urbaine Marseille Provence Métropole e cinque comunità d'agglomerazione. Nel 2018 la popolazione era di 1.889.666 abitanti, di cui 868.277 a Marsiglia e 143.097 ad Aix-en-Provence.
L'area metropolitana di Aix-Marseille-Provence comprende 92 comuni con una popolazione totale di 1,9 milioni di abitanti, che rappresentano il 93% della popolazione delle Bocche del Rodano e il 37% della popolazione della regione Provenza-Alpi-Costa Azzurra nel suo complesso. È amministrata da un consiglio metropolitano di 240 membri delegati dai comuni che la compongono. È responsabile dello sviluppo economico, della pianificazione regionale e della gestione di alcuni servizi pubblici.

## Storia
La metropoli di Aix-Marsiglia-Provenza è nata dalla fusione delle seguenti comunità:
- Comunità urbana di Marsiglia Provenza Metropoli
- Comunità d'agglomerazione del Pays d'Aix
- Agglomerato Provenza
- Provenza Ouest
- Comunità di agglomerazione del Pays d'Aubagne et de l'Étoile
- Comunità di agglomerazione del Pays de Martigues

## Comuni
Dei 92 comuni della metropoli di Aix-Marsiglia-Provenza, 90 fanno parte del dipartimento delle Bocche del Rodano. Pertuis è nella Vaucluse mentre Saint-Zacharie è nel Var.
1. Aix-en-Provence
2. Allauch
3. Alleins
4. Aubagne
5. Auriol
6. Aurons
7. La Barben
8. Beaurecueil
9. Belcodène
10. Berre-l'Étang
11. Bouc-Bel-Air
12. La Bouilladisse
13. Cabriès
14. Cadolive
15. Carnoux-en-Provence
16. Carry-le-Rouet
17. Cassis
18. Ceyreste
19. Charleval
20. Châteauneuf-le-Rouge
21. Châteauneuf-les-Martigues
22. La Ciotat
23. Cornillon-Confoux
24. Coudoux
25. Cuges-les-Pins
26. La Destrousse
27. Éguilles
28. Ensuès-la-Redonne
29. Eyguières
30. La Fare-les-Oliviers
31. Fos-sur-Mer
32. Fuveau
33. Gardanne
34. Gémenos
35. Gignac-la-Nerthe
36. Grans
37. Gréasque
38. Istres
39. Jouques
40. Lamanon
41. Lambesc
42. Lançon-Provence
43. Mallemort
44. Marignane
45. Marseille
46. Martigues
47. Meyrargues
48. Meyreuil
49. Mimet
50. Miramas
51. Pélissanne
52. Les Pennes-Mirabeau
53. La Penne-sur-Huveaune
54. Pertuis
55. Peynier
56. Peypin
57. Peyrolles-en-Provence
58. Plan-de-Cuques
59. Port-de-Bouc
60. Port-Saint-Louis-du-Rhône
61. Puyloubier
62. Le Puy-Sainte-Réparade
63. Rognac
64. Rognes
65. La Roque-d'Anthéron
66. Roquefort-la-Bédoule
67. Roquevaire
68. Rousset
69. Le Rove
70. Saint-Antonin-sur-Bayon
71. Saint-Cannat
72. Saint-Chamas
73. Saint-Estève-Janson
74. Saint-Marc-Jaumegarde
75. Saint-Mitre-les-Remparts
76. Saint-Paul-lès-Durance
77. Saint-Savournin
78. Saint-Victoret
79. Saint-Zacharie
80. Salon-de-Provence
81. Sausset-les-Pins
82. Sénas
83. Septèmes-les-Vallons
84. Simiane-Collongue
85. Le Tholonet
86. Trets
87. Vauvenargues
88. Velaux
89. Venelles
90. Ventabren
91. Vernègues
92. Vitrolles